# Рамм, Борис Яковлевич
Бори́с Я́ковлевич Рамм (1902, Стародуб, Черниговская губерния — 1989, Ленинград) — советский историк и религиовед, специалист по истории католицизма, автор работ по истории светской образованности в период раннего Средневековья в Западной Европе, истории папства Западной Европы как особого социально-политического института. Один из авторов «Краткого научно-атеистического словаря». Доктор исторических наук, профессор.

## Биография
Родился в 1902 году в Стародубе Черниговской губернии.
В 1919—1920 годы — инструктор в Народном комиссариате просвещения в Москве, в 1920—1921 годах — инструктор политического отдела в Петрограде.
В 1924 году окончил Ленинградский университет.
В 1924—1937 годы — лектор в отделе массовой работы в Ленсовета, одновременно (1931—1933) — доцент Ленинградского института агитации имени В. Володарского.
В 1937—1939 годы — доцент кафедры всеобщей истории Воронежского государственного педагогического института.
С 1 октября 1939 года — доцент и исполняющий обязанности заведующего кафедрой истории средних веков, с 25 октября 1939 по 12 марта 1942 года — исполняющий обязанности декана исторического факультета Ленинградского государственного педагогического института имени М. Н. Покровского.
В 1942—1943 годы — доцент Кировского государственного педагогического института, лектор и директор Кировского областного лектория.
С 1943 года — доцент, в 1944—1947 годы — декан исторического факультета по заочному отделению; в 1964—1973 годы — профессор кафедры научного атеизма Ленинградского государственного педагогического института имени А. И. Герцена. По совместительству преподавал на историческом факультете ЛГУ.
С 1946 года — действительный член Всесоюзного географического общества при АН СССР.
В 1964 году защитил диссертацию на соискание учёной степени доктора исторических наук по теме «Папство и Русь в X—XV веках».
Б. Я. Рамм считал, что христианство проникало на Русь не только со стороны Византии, но и со стороны Болгарии, Моравии и Чехии, которые ранее сами восприняли новую религию из Византии.

## Научная деятельность
В 1938 году в Ленинградском государственном университете защитил кандидатскую диссертацию («Светские и церковные начала в культуре раннего Средневековья»), в 1964 году — докторскую.

### Избранные труды
- Рамм Б. Я. Современный Ватикан / Всесоюз. о-во по распространению полит. и науч. знаний. Ленингр. отд-ние. — Л.: Знание, 1956. — 52 с.
- Рамм Б. Я. Папство и Русь в XI—XV веках. — М.; Л.: Издательство АН СССР, 1959. — 282 с.
- Рамм Б. Я. Гильом Коншский: (из истории развития прогрессивных идей во Франции в начале XII в.). — М.: Изд-во АН СССР, 1961. — 37 с.
- Рамм Б. Я. Религия и церковь в современной международной жизни / О-во «Знание» РСФСР, Ленингр. орг. — Л.: Знание, 1977. — 19 с. — (В помощь лектору).

- Рамм Б. Я. Аббатство // Краткий научно-атеистический словарь / АН СССР. Институт философии / гл. ред. И. П. Цамерян, Р. В. Петропавловский, Г. В. Платонов, М. М. Шейнман. — 2-е изд., пересмотр. и доп. — М.: Наука, 1969. — 800 с. — 45 000 экз.
- Рамм Б. Я. Августин, Аврелий // Краткий научно-атеистический словарь / АН СССР. Ин-т философии / гл. ред. И. П. Цамерян, Р. В. Петропавловский, Г. В. Платонов, М. М. Шейнман. — 2-е изд., пересмотр. и доп. — М.: Наука, 1969. — 800 с. — 45 000 экз.
- Рамм Б. Я. Альберт фон Больштедт, Альберт Великий // Краткий научно-атеистический словарь / АН СССР. Ин-т философии / гл. ред. И. П. Цамерян, Р. В. Петропавловский, Г. В. Платонов, М. М. Шейнман. — 2-е изд., пересмотр. и доп. — М.: Наука, 1969. — 800 с. — 45 000 экз.
- Рамм Б. Я. Амальрикане // Краткий научно-атеистический словарь / АН СССР. Ин-т философии / гл. ред. И. П. Цамерян, Р. В. Петропавловский, Г. В. Платонов, М. М. Шейнман. — 2-е изд., пересмотр. и доп. — М.: Наука, 1969. — 800 с. — 45 000 экз.
- Рамм Б. Я. Англокатолицизм // Краткий научно-атеистический словарь / АН СССР. Ин-т философии / гл. ред. И. П. Цамерян, Р. В. Петропавловский, Г. В. Платонов, М. М. Шейнман. — 2-е изд., пересмотр. и доп. — М.: Наука, 1969. — 800 с. — 45 000 экз.
- Рамм Б. Я. Ансёльм Кентерберийский // заглавие=Краткий научно-атеистический словарь / АН СССР. Ин-т философии / гл. ред. И. П. Цамерян, Р. В. Петропавловский, Г. В. Платонов, М. М. Шейнман. — 2-е изд., пересмотр. и доп. — М.: Наука, 1969. — 800 с. — 45 000 экз.
- Рамм Б. Я. Базилиане // Краткий научно-атеистический словарь / АН СССР. Ин-т философии / гл. ред. И. П. Цамерян, Р. В. Петропавловский, Г. В. Платонов, М. М. Шейнман. — 2-е изд., пересмотр. и доп. — М.: Наука, 1969. — 800 с. — 45 000 экз.
- Рамм Б. Я. Бенедиктинцы // Краткий научно-атеистический словарь / АН СССР. Ин-т философии / гл. ред. И. П. Цамерян, Р. В. Петропавловский, Г. В. Платонов, М. М. Шейнман. — 2-е изд., пересмотр. и доп. — М.: Наука, 1969. — 800 с. — 45 000 экз.
- Рамм Б. Я. Бернардинцы, Бернардинки // Краткий научно-атеистический словарь / АН СССР. Ин-т философии / гл. ред. И. П. Цамерян, Р. В. Петропавловский, Г. В. Платонов, М. М. Шейнман. — 2-е изд., пересмотр. и доп. — М.: Наука, 1969. — 800 с. — 45 000 экз.
- Рамм Б. Я. Вселенские соборы // Краткий научно-атеистический словарь / АН СССР. Ин-т философии / гл. ред. И. П. Цамерян, Р. В. Петропавловский, Г. В. Платонов, М. М. Шейнман. — 2-е изд., пересмотр. и доп. — М.: Наука, 1969. — 800 с. — 45 000 экз.
- Рамм Б. Я. Галликанизм // Краткий научно-атеистический словарь / АН СССР. Ин-т философии / гл. ред. И. П. Цамерян, Р. В. Петропавловский, Г. В. Платонов, М. М. Шейнман. — 2-е изд., пересмотр. и доп. — М.: Наука, 1969. — 800 с. — 45 000 экз.
- Рамм Б. Я. Декреталии // Краткий научно-атеистический словарь / АН СССР. Ин-т философии / гл. ред. И. П. Цамерян, Р. В. Петропавловский, Г. В. Платонов, М. М. Шейнман. — 2-е изд., пересмотр. и доп. — М.: Наука, 1969. — 800 с. — 45 000 экз.
- Рамм Б. Я. Дионисий Ареопагит // Краткий научно-атеистический словарь / АН СССР. Ин-т философии / гл. ред. И. П. Цамерян, Р. В. Петропавловский, Г. В. Платонов, М. М. Шейнман. — 2-е изд., пересмотр. и доп. — М.: Наука, 1969. — 800 с. — 45 000 экз.
- Рамм Б. Я. Доминиканцы // Краткий научно-атеистический словарь / АН СССР. Ин-т философии / гл. ред. И. П. Цамерян, Р. В. Петропавловский, Г. В. Платонов, М. М. Шейнман. — 2-е изд., пересмотр. и доп. — М.: Наука, 1969. — 800 с. — 45 000 экз.
- Рамм Б. Я. Ересь // Краткий научно-атеистический словарь / АН СССР. Ин-т философии / гл. ред. И. П. Цамерян, Р. В. Петропавловский, Г. В. Платонов, М. М. Шейнман. — 2-е изд., пересмотр. и доп. — М.: Наука, 1969. — 800 с. — 45 000 экз.
- Рамм Б. Я. Иллюминаты // Краткий научно-атеистический словарь / АН СССР. Ин-т философии / гл. ред. И. П. Цамерян, Р. В. Петропавловский, Г. В. Платонов, М. М. Шейнман. — 2-е изд., пересмотр. и доп. — М.: Наука, 1969. — 800 с. — 45 000 экз.
- Рамм Б. Я. Индульгенция // Краткий научно-атеистический словарь / АН СССР. Ин-т философии / гл. ред. И. П. Цамерян, Р. В. Петропавловский, Г. В. Платонов, М. М. Шейнман. — 2-е изд., пересмотр. и доп. — М.: Наука, 1969. — 800 с. — 45 000 экз.
- Рамм Б. Я. Иоахим Флорский // Краткий научно-атеистический словарь / АН СССР. Ин-т философии / гл. ред. И. П. Цамерян, Р. В. Петропавловский, Г. В. Платонов, М. М. Шейнман. — 2-е изд., пересмотр. и доп. — М.: Наука, 1969. — 800 с. — 45 000 экз.
- Рамм Б. Я. Катары // Краткий научно-атеистический словарь / АН СССР. Ин-т философии / гл. ред. И. П. Цамерян, Р. В. Петропавловский, Г. В. Платонов, М. М. Шейнман. — 2-е изд., пересмотр. и доп. — М.: Наука, 1969. — 800 с. — 45 000 экз.
- Рамм Б. Я. Контрреформация // Краткий научно-атеистический словарь / АН СССР. Ин-т философии / гл. ред. И. П. Цамерян, Р. В. Петропавловский, Г. В. Платонов, М. М. Шейнман. — 2-е изд., пересмотр. и доп. — М.: Наука, 1969. — 800 с. — 45 000 экз.
- Рамм Б. Я. Ламенне Гюг Фелисите Робер, де // Краткий научно-атеистический словарь / АН СССР. Ин-т философии / гл. ред. И. П. Цамерян, Р. В. Петропавловский, Г. В. Платонов, М. М. Шейнман. — 2-е изд., пересмотр. и доп. — М.: Наука, 1969. — 800 с. — 45 000 экз.
- Рамм Б. Я. Лжеисидоровы декреталии // Краткий научно-атеистический словарь / АН СССР. Ин-т философии / гл. ред. И. П. Цамерян, Р. В. Петропавловский, Г. В. Платонов, М. М. Шейнман. — 2-е изд., пересмотр. и доп. — М.: Наука, 1969. — 800 с. — 45 000 экз.
- Рамм Б. Я. «Молот ведьм» // Краткий научно-атеистический словарь / АН СССР. Ин-т философии / гл. ред. И. П. Цамерян, Р. В. Петропавловский, Г. В. Платонов, М. М. Шейнман. — 2-е изд., пересмотр. и доп. — М.: Наука, 1969. — 800 с. — 45 000 экз.
- Рамм Б. Я. Монашеские ордена // Краткий научно-атеистический словарь / АН СССР. Ин-т философии / гл. ред. И. П. Цамерян, Р. В. Петропавловский, Г. В. Платонов, М. М. Шейнман. — 2-е изд., пересмотр. и доп. — М.: Наука, 1969. — 800 с. — 45 000 экз.
- Рамм Б. Я. Патристика // Краткий научно-атеистический словарь / АН СССР. Ин-т философии / гл. ред. И. П. Цамерян, Р. В. Петропавловский, Г. В. Платонов, М. М. Шейнман. — 2-е изд., пересмотр. и доп. — М.: Наука, 1969. — 800 с. — 45 000 экз.
- Рамм Б. Я. Пор-Рояль // Краткий научно-атеистический словарь / АН СССР. Ин-т философии / гл. ред. И. П. Цамерян, Р. В. Петропавловский, Г. В. Платонов, М. М. Шейнман. — 2-е изд., пересмотр. и доп. — М.: Наука, 1969. — 800 с. — 45 000 экз.
- Рамм Б. Я. «Силлабус» // Краткий научно-атеистический словарь / АН СССР. Ин-т философии / гл. ред. И. П. Цамерян, Р. В. Петропавловский, Г. В. Платонов, М. М. Шейнман. — 2-е изд., пересмотр. и доп. — М.: Наука, 1969. — 800 с. — 45 000 экз.
- Рамм Б. Я. Тевтонский орден // Краткий научно-атеистический словарь / АН СССР. Ин-т философии / гл. ред. И. П. Цамерян, Р. В. Петропавловский, Г. В. Платонов, М. М. Шейнман. — 2-е изд., пересмотр. и доп. — М.: Наука, 1969. — 800 с. — 45 000 экз.
- Рамм Б. Я. Торквемада, Томас // Краткий научно-атеистический словарь / АН СССР. Ин-т философии / гл. ред. И. П. Цамерян, Р. В. Петропавловский, Г. В. Платонов, М. М. Шейнман. — 2-е изд., пересмотр. и доп. — М.: Наука, 1969. — 800 с. — 45 000 экз.
- Рамм Б. Я. Тринитарии // Краткий научно-атеистический словарь / АН СССР. Ин-т философии / гл. ред. И. П. Цамерян, Р. В. Петропавловский, Г. В. Платонов, М. М. Шейнман. — 2-е изд., пересмотр. и доп. — М.: Наука, 1969. — 800 с. — 45 000 экз.
- Рамм Б. Я. Утрехтская церковь // Краткий научно-атеистический словарь / АН СССР. Ин-т философии / гл. ред. И. П. Цамерян, Р. В. Петропавловский, Г. В. Платонов, М. М. Шейнман. — 2-е изд., пересмотр. и доп. — М.: Наука, 1969. — 800 с. — 45 000 экз.
- Рамм Б. Я. Фатима // Краткий научно-атеистический словарь / АН СССР. Ин-т философии / гл. ред. И. П. Цамерян, Р. В. Петропавловский, Г. В. Платонов, М. М. Шейнман. — 2-е изд., пересмотр. и доп. — М.: Наука, 1969. — 800 с. — 45 000 экз.
- Рамм Б. Я. Филиокве // Краткий научно-атеистический словарь / АН СССР. Ин-т философии / гл. ред. И. П. Цамерян, Р. В. Петропавловский, Г. В. Платонов, М. М. Шейнман. — 2-е изд., пересмотр. и доп. — М.: Наука, 1969. — 800 с. — 45 000 экз.
- Рамм Б. Я. Флагелланты // Краткий научно-атеистический словарь / АН СССР. Ин-т философии / гл. ред. И. П. Цамерян, Р. В. Петропавловский, Г. В. Платонов, М. М. Шейнман. — 2-е изд., пересмотр. и доп. — М.: Наука, 1969. — 800 с. — 45 000 экз.
- Рамм Б. Я. Флорентийская уния // Краткий научно-атеистический словарь / АН СССР. Ин-т философии / гл. ред. И. П. Цамерян, Р. В. Петропавловский, Г. В. Платонов, М. М. Шейнман. — 2-е изд., пересмотр. и доп. — М.: Наука, 1969. — 800 с. — 45 000 экз.
- Рамм Б. Я. Фома Аквинский // Краткий научно-атеистический словарь / АН СССР. Ин-т философии / гл. ред. И. П. Цамерян, Р. В. Петропавловский, Г. В. Платонов, М. М. Шейнман. — 2-е изд., пересмотр. и доп. — М.: Наука, 1969. — 800 с. — 45 000 экз.
- Рамм Б. Я. Фома Кемпийский // Краткий научно-атеистический словарь / АН СССР. Ин-т философии / гл. ред. И. П. Цамерян, Р. В. Петропавловский, Г. В. Платонов, М. М. Шейнман. — 2-е изд., пересмотр. и доп. — М.: Наука, 1969. — 800 с. — 45 000 экз.
- Рамм Б. Я. Франциск Ассизский // Краткий научно-атеистический словарь / АН СССР. Ин-т философии / гл. ред. И. П. Цамерян, Р. В. Петропавловский, Г. В. Платонов, М. М. Шейнман. — 2-е изд., пересмотр. и доп. — М.: Наука, 1969. — 800 с. — 45 000 экз.
- Рамм Б. Я. Францисканцы // Краткий научно-атеистический словарь / АН СССР. Ин-т философии / гл. ред. И. П. Цамерян, Р. В. Петропавловский, Г. В. Платонов, М. М. Шейнман. — 2-е изд., пересмотр. и доп. — М.: Наука, 1969. — 800 с. — 45 000 экз.
- Рамм Б. Я. Фульда // Краткий научно-атеистический словарь / АН СССР. Ин-т философии / гл. ред. И. П. Цамерян, Р. В. Петропавловский, Г. В. Платонов, М. М. Шейнман. — 2-е изд., пересмотр. и доп. — М.: Наука, 1969. — 800 с. — 45 000 экз.
- Рамм Б. Я. Юбилейные годы // Краткий научно-атеистический словарь / АН СССР. Ин-т философии / гл. ред. И. П. Цамерян, Р. В. Петропавловский, Г. В. Платонов, М. М. Шейнман. — 2-е изд., пересмотр. и доп. — М.: Наука, 1969. — 800 с. — 45 000 экз.
- Рамм Б. Я. Янсенизм // Краткий научно-атеистический словарь / АН СССР. Ин-т философии / гл. ред. И. П. Цамерян, Р. В. Петропавловский, Г. В. Платонов, М. М. Шейнман. — 2-е изд., пересмотр. и доп. — М.: Наука, 1969. — 800 с. — 45 000 экз.

- Рамм Б. Я. Светские и церковные начала в культуре раннего средневековья. (Докаролингский период) // Известия Воронежского гос. педагогич. ин-та. — Воронеж: ВГПИ, 1938. — Т. 4. — С. 45—72.
- Рамм Б. Я. «Каролингское возрождение» и проблемы школьной образованности в раннем средневековье // Учёные записки Ленинградского гос. педагогич. ин-та имени имени М. Н. Покровского. — Л.: ЛГПИ, 1940. — Т. 5, вып. 1.
- Рамм Б. Я. К вопросу об источниках по истории школы в каролингскую эпоху // Учёные записки Ленинградского гос. педагогич. ин-та имени А. И. Герцена. — Л.: ЛГПИ, 1948. — Т. 68.
- Рамм Б. Я. Папские таксы отпущения грехов // Вопросы истории религии и атеизма. — 1954. — Т. 2.
- Рамм Б. Я. Церковные реформы // Вопросы научного атеизма. Вып. 6. II Ватиканский собор (замыслы и итоги) / Отв. ред. А. Ф. Окулов; Акад. обществ. наук ЦК КПСС. Ин-т научного атеизма. — М.: Мысль, 1968. — С. 154—200. — 436 с. — 20 000 экз.
- Рамм Б. Я. Исследование проблем современного католицизма в литературе 70-х годов // Вопросы научного атеизма. — М.: Мысль, 1981. — Вып. 28 / отв. ред. П. К. Курочкин.
- Рамм Б. Я. Католическая экспансия на Руси в X-XI вв. // «Крещение Руси» в трудах русских и советских историков: Сб. ст. / Акад. обществ. наук при ЦК КПСС, Ин-т науч. атеизма; Сост.: А. Г. Кузьмин и др.; Редкол.: А. Ф. Окулов (пред.) и др.; Вступ. ст. А. Г. Кузьмина. — М.: Мысль, 1988.

- Атеистическое воспитание молодежи в советском обществе: Сб. тр. / Гос. музей истории религии и атеизма; Отв. ред. д-р ист. наук, проф. Б. Я. Рамм. — Л.: ГМИР, 1976.

## Отзывы
Итак, я написал диплом о социологии религии Дюркгейма, и прикреплён был с этим дипломом к кафедре научного атеизма, этики и эстетики. По той причине, что официальным моим руководителем был профессор Борис Яковлевич Рамм — специалист по истории католицизма. Он сидел в ГУЛАГе много лет и был известной фигурой в Ленинграде. В 1930-е годы, до того, как его отправили в ГУЛАГ, он даже был деканом истфака. Дюркгейма он немного знал, но он был историком, а не социологом.— А. Б. Гофман, социолог

## Награды
- Медаль «За доблестный труд в Великой Отечественной войне 1941—1945 гг.» (1945)[1]